# ولسوالی قوش‌تپه
قوش‌تپه به مرکزیت شهر قوش‌تپه یکی از ولسوالی‌های ولایت جوزجان در شمال افغانستان است. جمعیت آن در سال ٢٠٢٠ میلادی، ٢۶٬۵٧٢ نفر اعلام شده‌است.این ولسوالی از شمال و غرب با ولایت فاریاب از شمال‌شرق با ولسوالی شبرغان از شرق با ولایت سرپل و از جنوب با ولسوالی درزاب هم‌مرز می‌باشد.

## منبع‌ها
1. ↑  «برآورد نفوس کشور:١٣٩٩» (PDF). اداراه احصائیه مرکزی افغانستان. ٢٨ می ٢٠٢٠. بایگانی‌شده از اصلی (PDF) در ۳ ژوئیه ۲۰۲۰. دریافت‌شده در ٢٨ می ٢٠٢١.
2. ↑   «جمعیت‌شناسی و جمعیت ولایت جوزجان» (PDF). هیئت معاونیت ملل متحد در افغانستان. وزارت احیا و انکشاف دهات افغانستان. دریافت‌شده در ۱۲-۱۲-۱۳۹۰. تاریخ وارد شده در |تاریخ بازدید= را بررسی کنید (کمک)